# Formandskabsdistrikt
Et Formandsskabsdistrikt betegner i Norge en administrativ enhed, som blev indført ved formandskabslovene af 14. januar 1837. Ifølge § 1 skulle hvert prestegjeld på landet udgøre et selvstændigt formandskabsdistrikt. 
På denne måde blev den kirkelige inddeling af landet også afgørende for den verdslige, administrative inddeling. Norge fik 373 formandskabsdistrikter i 1837.
Matrikelloven som kom i 1853 indførte betegnelserne kommune (herred) og herad (nyn) til erstatning for formandskabsdistrikt.
100 år efter formandskabslovene var indført (1936), var der 682 herreder (landkommuner) og 65 bykommuner i Norge. Blandt byerne havde 43 status som købstad og 22 som ladested.